# Einzelschrittmethode
Die Einzelschrittmethode ist eine Darstellungsmethode der Historischen Linguistik. Sie gliedert komplexe phonologische Ableitungsketten in Einzelschritte auf und ermöglicht es auf diese Weise dem Betrachter, diese komplexen Ableitungsketten leichter nachzuvollziehen. Bei jedem Ableitungsschritt verweist eine eindeutige Zuordnung auf einen Index, in dem alle Ableitungsschritte gelistet sind.

## Beispiele
- Die Entwicklung des hebräischen Wortes für 'Auge'.[1]

```
*ˈˤaynum 'the eye' (nom.)(st.c.) > 
12
 *ˈˤaynu > 
34
 *ˈˤayn > 
42d
 *ˈˤayin.
```

Die hochgestellten Indizes verweisen dabei auf die folgenden Regeln:
12: *Vm > V / _#   Auslautendes [m] schwindet.
34: V > ø / _#   Ein auslautender Vokal schwindet.
42d: *ˈayC > ˈayiC / _#   Die Folge von auslautendem [ay] plus Konsonant wird zu [ayi] plus Konsonant.
- Die romanische Diphthongierung des lateinischen kurzen [ę].[2]

```
e > ę
(1)
 > íę
(2)
 > íẹ
(3)
 > jẹ
(4)
 > ję
(5)
```

Die hochgestellten Indizes verweisen auf die folgenden Regeln:
(1): e > ę   Vokalöffnung (ca. 2. Jh.).
(2): ę > íę   Diphthongierung (ca. 3. Jh.)
(3): íę > íẹ   Verringerung des Öffnungsgrades von [ę] zu [ẹ] in Kontaktstellung mit [i]
(4): íẹ > jẹ   Der Akzent fällt von [i] auf das [ẹ]. Dadurch wird [i] zum Halbvokal [j] (ca. 8. Jh.)
(5): jẹ > ję   Öffnung von [ẹ] zu [ę] (ca. 17. Jh.)
- Die Entwicklung der frühlateinischen Form duenos zur klassisch lateinischen Form bonus.[3]

```
 du̯enos > (9.11) *du̯onos > (40.11) *bonos > (9.18) bonus
```

Die in Klammern gesetzten Indizes verweisen auf die folgenden Regeln:
(9.11): e > o /u̯_C(C)V (V =a, o, u)   Der sogenannte o-Umlaut bewirkt den Wandel von [e]>[o] nach [u̯], wenn in der nächsten Silbe einer der Vokale [a o u] folgt.
(40.11): du̯ > b / #_   Die Entwicklung der anlautenden frühlateinischen Gruppe [du̯] zu [b].
(9.18): o > u / _C(C)#   Die Schließung von [o] zu [u] im gedeckten Auslaut vor Konsonant.